# زبن الهذال العنزي
زبن الهذال العنزي، لاعب كرة قدم كويتي، من مواليد 1 يناير 1991، يلعب الآن مع نادي النصر الكويتي كلاعب هجوم، شارك في كأس الأمير 52 مع نادي النصر.